# Illerbeuren

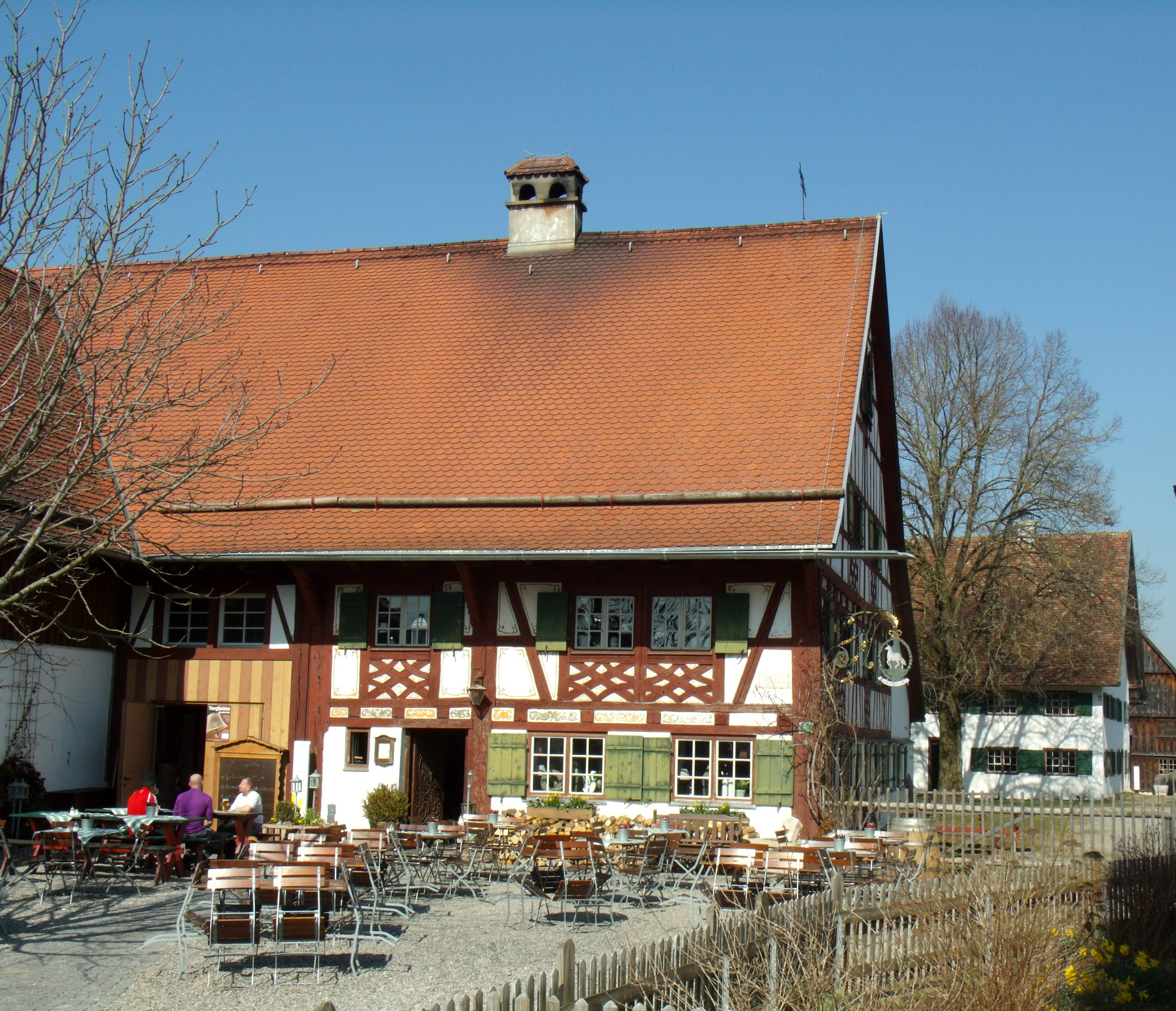
Gromerhof im Bauernhofmuseum

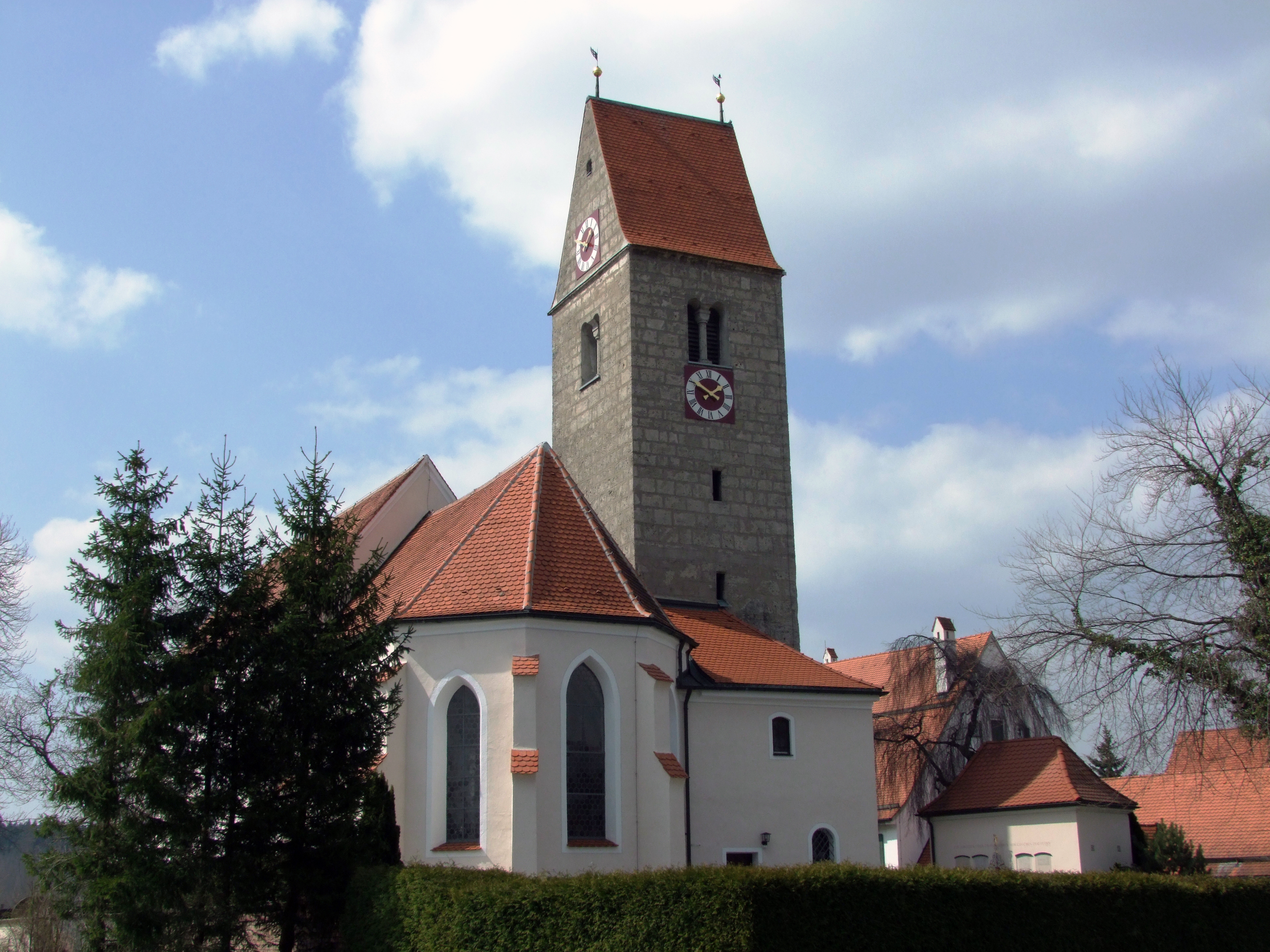
Pfarrkirche Mariä Himmelfahrt

Illerbeuren ist der Hauptort der oberschwäbischen Gemeinde Kronburg im Landkreis Unterallgäu.

## Geographie
Das Pfarrdorf Illerbeuren liegt etwa zwei Kilometer westlich von Kronburg in einer leichten Ufersenke direkt an der Iller. Südöstlich und südlich der Ortschaft beschreibt der Fluss eine Schleife und trennt gleichzeitig das Dorf Illerbeuren vom Dorf Lautrach. Der Ort ist über eine Gemeindestraße mit dem Hauptort Kronburg verbunden. Die hügelige Auenlandschaft, der sogenannte Illerwinkel, ist namensgebend für die Verwaltungsgemeinschaft Illerwinkel, die von den drei Gemeinden Kronburg, Lautrach und Legau gebildet werden.

## Geschichte
Illerbeuren wurde erstmals in einer Bestätigungsurkunde am 26. Dezember 948 als „Puirra“ erwähnt. Die Urkunde wurde von König Otto I. ausgestellt. Sie regelte, dass dem Stift Kempten sechs Huben in Woringen und Illerbeuren vermacht werden konnten. Illerbeuren zählte lange zur Herrschaft Kronburg. Mit der Rheinbundakte 1806 kam der Ort zum Königreich Bayern. Im Zuge der Verwaltungsreformen in Bayern entstand mit dem Gemeindeedikt von 1818 die Gemeinde Kronburg, deren Hauptort.

## Kultur und Sehenswürdigkeiten
Im Dorf befindet sich das Schwäbische Freilichtmuseum, ein Dorf im Dorf. Eine weitere Sehenswürdigkeit ist die Pfarrkirche Mariä Himmelfahrt, die auch die Filialkirchen in Kronburg und Kardorf betreut.

## Wirtschaft und Infrastruktur

### Verkehr
Illerbeuren war von Juni 1904 bis Mai 1972 Haltepunkt der 17 Kilometer langen Bahnstrecke Memmingen–Legau, im Volksmund „Legauer Rutsch“ oder „Legauer Bähnle“ genannt. Zwischen Illerbeuren und Lautrach überquerte die Bahnlinie die Iller. Dort befand sich das größte Ingenieurbauwerk dieser Nebenbahnstrecke, eine zwischen Mai 1903 und April 1904 erbaute Eisenbahnbrücke aus Stampfbeton. 1972 wurde der Schienenverkehr eingestellt, die Strecke stillgelegt und 1975 wurden die Schienen entfernt. Die ehemalige Bahnbrücke wurde in den Iller-Radweg integriert. Die zwischen April 2017 und November 2018 sanierte historische Illerbrücke ist Vorbild für eine Modelleisenbahnbrücke im Miniatur Wunderland in Hamburg. Zwischen Illerbeuren und Lautrach befindet sich eine 2011 fertiggestellte, rund 96 Meter lange Illerüberquerung für den Straßenverkehr mit Baukosten von rund 3,4 Millionen Euro. Sie ist das Ersatzbauwerk für eine rund 160 Meter südlich, stromaufwärts gelegene, im Jahr 1968 erbaute Brücke. Im Jahr 2000 wurden bei einer Routineüberprüfung Schäden an ihr sichtbar und der Verkehr wurde auf eine Spur mittels einer Ampelschaltung eingeengt. Nach Eröffnung der neuen Illerbrücke wurde die alte abgerissen.